# 3145 Волтер Адамс
3145 Волтер Адамс (3145 Walter Adams) — астероїд головного поясу, відкритий 14 вересня 1955 року.
Тіссеранів параметр щодо Юпітера — 3,630.
Названо на честь Волтера Сідні Адамса (1876—1956) — американського астронома.